# 绝对不在场证明
《绝对不在场证明》是大山誠一郎的一部推理小說短片集。2014年至2017年发表于实业之日本社的杂志《杰伊小说月刊》。该书于2018年年9月7日首版 ，平装书于2019年11月25日出版 。2019年开始，《绝对不在场证明2》在《网络杰伊小说》上发行。它描绘了一个年轻的女钟表师利用她祖父的推理能力帮助警方调查部门，在一个又一个谜之案件中打破不在场证明的故事 。
2020年1月，朝日電視台改编成电视剧，由滨边美波主演。同年2月被沙龙林改编成漫画。2024年4月6日播出特別篇。

## 概述
2012年小山诚一郎出版了短篇小说系列《密室收藏家》，其中收录的作品全部为密室杀人案。在写这些故事的时候，作者参考了有栖川有栖小说《魔镜》中出现的“不在场证明讲座”来对制作密室的方法进行分类 。本书入选2019本格推理小說 Best 10国内排名第一，“這本推理小說真厲害！2019年国内版排名第15位，入选第19届本格推理大獎小说类候选。在“2019本格推理小說 Best 10”中，羽住典子提到要求否定不在场证明的侦探“我”没有名字等。“这本书的概念最好是简单的。通过将多余的材料削除到极限，故事仅由最少的必要材料组成。 “由于本案也只关注在不在场证明，所以对犯罪嫌疑人的猜测和动机没有任何线索，也没有必要考虑当事人的感受。"  。

## 概要
在小井川商店街的美谷钟表店，有一张不寻常的海报，上面写着“代客推翻不在场证明”。女店主美谷時乃听取客户的故事并推翻不在场证明，成功则收取5000日元。时乃的爷爷以前就善于此道，从小就训练她进行推理。作为从4月起被分配到县警察第一调查科的新侦探，“我”常常来请教时乃那些同事们破解不了的谜案。
《跟踪狂的不在场证明》中一位大学女教授遇害，生前长期被前夫跟踪。最终发现其实是她自己一手安排了这一切，为了使自己得到保险金给妹妹收益。《凶器的不在场证明》中，邮筒里发现了作为凶器的手枪，可是死者遇害时嫌疑人有不在场证明，最后证明案犯用了两把手枪，在更早的时间已经打昏死者，后来再用第二把枪射杀。《死者的不在场证明》中一位推理小说家杀害前女友后出车祸后主动招供，然而事后却发现他没有足够时间行凶。后来发现死者其实只是被小说家打昏，真实的凶手其实是闯入的房东。《消失的不在场证明》中，女钢琴老师被杀，生前与按摩店老板偷情，可是老板在死者遇害时一直在按摩，妹妹被推定为凶手。后来发现女教师与老板一起准备谋害老板老婆，并将妹妹假扮成自己制造了不在场证明，没想到被老板背叛。《山庄的不在场证明》中“我”出外度假住民宿遇上钟楼命案，唯一拿不出不在场证明的是一位中学生。后来发现死者是想要杀人时被反杀，案犯掉换了鞋子所以得以混淆视线。《下载的不在场证明》中一位大学高材生为父报仇，将一支只有一天时间下载的限定歌曲当作欺骗老友为其提供不在场证明的关键。后来揭穿他是调了家里时钟，并且下载两次，利用几个月时间老友记忆模糊而炮制了不在场证明。